# Claire Croiza

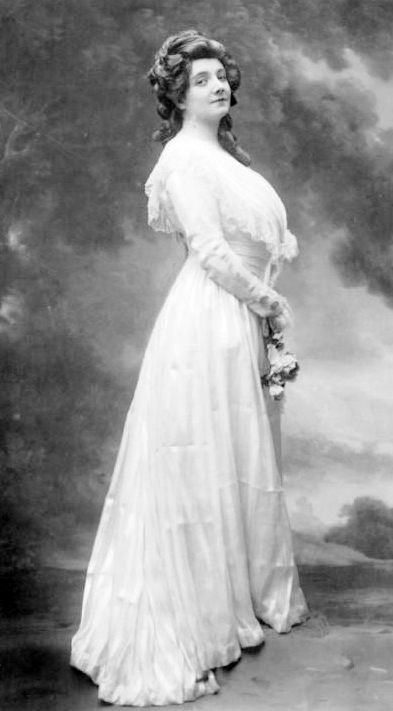
Claire Croiza como Charlotte en Werther

Claire Croiza (París, 14 de septiembre de 1882 - 27 de mayo de 1946) fue una importante mezzosoprano y maestra de canto francesa.

## Biografía
Claire Croiza (nacida O'Connolly) era hija de un estadounidense expatriado y madre italiana que se destacó de niña al piano cantando.
Tomó clases con el célebre Jean de Reszke y debutó en Nancy en 1905 en Messaline de Isidore de Lara, luego cantó en Teatro de la Moneda de Bruselas, en Sansón y Dalila, teatro donde luego cantó Dido (Berlioz), Clytemnestra (Elektra), Erda, Carmen, Léonor (La favorite), Charlotte (Werther), y Pénélope. en 1908 debutó en la Opéra de París.
Se especializó en la canción francesa y grandes compositores supieron acompañarla al piano: Maurice Ravel (en Shéhérazade), Francis Poulenc, Albert Roussel, y Arthur Honegger.
A partir de 1922 comenzó a enseñar, convirtiéndose en una de las máximas autoridades en este renglón, entre sus alumnos se destacaron Janine Micheau, Suzanne Juyol, Jacques Jansen, Camille Maurane y Gérard Souzay.
En 1926 tuvo un hijo, Jean-Claude (1926-2003), del compositor Arthur Honegger, con quien nunca se casó.
Murió en París a los 64 años.